# Atar (Perse antique)
Pour les articles homonymes, voir Atar.

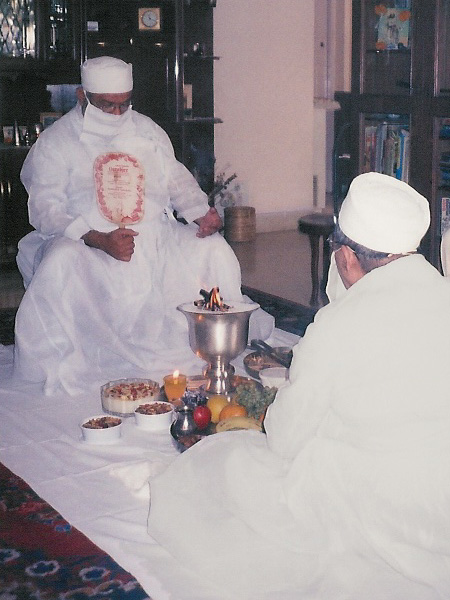
Une cérémonie Parsi-Zoroastrienne Jashan (ici la bénédiction d'une maison à Pune, Inde)

Atar [prononciation ] (Avestan ātar) est le concept zoroastrien du feu sacré, parfois décrit en termes abstraits comme « feu brûlant et éteint » ou « feu visible et invisible » (Mirza, 1987:389).
Ātar, « Feu d'Ahura Mazda » dans l'Avesta ancien, et ultérieurement « Feu, fils d'Ahura Mazda » est consubstantiel au dieu suprême dont l'être s'identifie à la lumière infinie à laquelle est associée la vérité, comme les ténèbres sont associés au mensonge,.
Dans la langue avestique, ātar est un attribut des sources de la chaleur et de la lumière, (nominatif singulier ātarš), du persan āteš  (le feu). 
Dans le zoroastrisme tardif, ātar (en milieu persan : ādar ou ādur) est iconographiquement confondu avec le feu lui-même, (en moyen-persan, ātaxsh) l'un des principaux éléments du symbolisme zoroastrien.
L'importance de la divinité Adar est évidente à partir d'une dédicace à l'entité dans le calendrier zoroastrien: Adar est l'un des cinq seuls Yazatas qui ont une dédicace de nom de mois. De plus, Adar est le nom du neuvième jour du mois dans le calendrier religieux zoroastrien et le neuvième mois de l'année du calendrier civil iranien de 1925 (persan moderne: Azar) qui a des noms de mois dérivés de ceux utilisés par le calendrier zoroastrien.

## Étymologie et épiclèses
Initialement, on supposait qu'étymologiquement le mot dérivait de l'avestique āθrauuan / aθaurun (védique atharvan), qui désignait une sorte de prêtre, mais actuellement, cette thèse est considérée comme improbable (Boyce, 2002:16). La dernière étymologie d'ātar, jusqu'alors inconnue (Boyce, 2002:1), le fait provenir de l'indo-européen *hxehxtr- « feu ». Elle pourrait être liée au latin ater (noir) et au serbe ватра / vatra (feu) (également du roumain vatră « poêle, foyer, cheminée ». 
Il est qualifié de vāzišta- « celui qui véhicule le mieux », vestige d'une fonction ancienne de feu du culte qui convoie les offrandes aux dieux.